# Kolonia Robotnicza (Skarżysko-Kamienna)
Kolonia Robotnicza – część miasta Skarżyska-Kamiennej, usytuowane w środkowej części miasta.
Administracyjnie leży na pograniczu osiedli Place i Piłsudskiego, w rejonie ronda generała Antoniego Hedy-Szarego.